# 赖因哈德·斯克里切克
赖因哈德·斯克里切克（德語：Reinhard Skricek，1948年1月4日—），德国男子拳击运动员。他曾代表西德参加1976年夏季奥林匹克运动会拳击比赛，获得男子67公斤级铜牌。